# Етничко чишћење Добоја
Етничко чишћење Добоја односи се на ратне злочине, укључујући убиства, депортације, прогоне и безобзирно разарање, које су Југословенска народна армија (ЈНА) и српске паравојне јединице починиле над Бошњацима и Хрватима на подручју Добоја од маја до септембра 1992. током рата у Босни и Херцеговини. Дана 26. септембра 1997. године, српски војник Никола Јоргић проглашен је кривим од стране Виши регионални суд у Диселдорфу по 11 тачака оптужнице за геноцид који је укључивао убиство 30 особа на подручју Добоја, чиме је то било прво кривично гоњење за геноцид у Босни. Међународни кривични суд за бившу Југославију (Хашки трибунал) је класификовао то као злочин против човјечности и осудио седам српских званичника.
Од преко 40.000 Бошњака колико их је евидентирано у општини, након рата их је остало само око 1.000. Према подацима Истраживачко-документационог центра (ИДЦ), током рата на подручју општине Добој убијене су или нестале 2.323 особе. Међу њима је било 322 бошњачких и 86 хрватских цивила.

## Заузимање Добоја 1992. године
Добој је био стратешки важан током рата у Босни и Херцеговини. Пре рата, 1991. године, становништво општине чинило је 40,14% Бошњака (41.164), 38,83% Срба (39.820), 12,93% Хрвата (13.264), 5,62% Југословена (5.765) и осталих 2,538% (2). Град и околна села заузеле су српске снаге у мају 1992. године, а управљање градом преузела је Српска демократска странка. Уследило је масовно разоружавање и масовна хапшења свих несрпских цивила (односно Бошњака и Хрвата).
Широко распрострањена пљачка и систематско уништавање домова и имовине несрба започело је свакодневно са сравњењем са земљом џамија у граду. Многи несрби који нису одмах убијени били су заточени на разним локацијама у граду, подвргнути нехуманим условима, укључујући редовним премлаћивањем, силовањем, мучењем и напорним принудним радом. Школа у Грапској и фабрика коју користи фирма Босанка која производи џемове и сокове у Добоју кориштена је као логор за силовање. У логорима за силовање била су присутна четири различита типа војника, укључујући локалну српску милицију, Војску Југославије (ЈНА), „Мартићевце” (полицијске снаге Републике Српске Крајине (РСК) са седиштем у Книну, предвођене Миланом Мартићем) и припаднике „Белих орлова”.
Документовано је у оквиру истрага Уједињених нација о Добоју, затварање босанских и хрватских жена у стамбени комплекс бившег Олимпијског стадиона било је мјесто масовних силовања. Неколико хиљада жена несрпског порекла је систематски силовано и злостављано. Аутобуси из Београда и околине довозили су мушкарце у комплекс ради систематског силовања ових жена. Исплата новца за ову окрутност била је део процеса финансирања од стране разних српских паравојних група које делују у том подручју. Било је добро познато да су те паравојне групе продужетак ЈНА. Многе жене умрле су у логору у Добоју због злостављања.

## Правни случајеви

### Осуде Хашког трибунала
Међународни кривични суд за бившу Југославију (МКСЈ) је у својим пресудама утврдио да су српске снаге проглашене кривим за прогон Бошњака (кроз вршење тортуре, окрутног поступања, нехуманих радњи, противправног затварања, успостављања и одржавања нечовјечног живота услови, присвајање или пљачка имовине током и након напада на несрпске дијелове града, изрицање и одржавање рестриктивних и дискриминаторних мјера), убиство, присилно премјештање, депортација и мучење као злочин против човјечности на подручју Добоја.
Радован Караџић је осуђен за злочине против човјечности и ратне злочине широм Босне, укључујући и Добој. Осуђен је на доживотни затвор.
Биљана Плавшић и Момчило Крајишник, делујући појединачно или у договору са другима, планирали су, подстицали, наредили, починили или на други начин помагали и подржавали планирање, припрему или извршење уништења, у целини или делимично, бошњачке и босанскохрватске националности, етничке, расне или вјерске групе, као такве, у неколико општина, укључујући Добој. Плавшићева је осуђена на 11, а Крајишник на 20 година затвора.
Стојан Жупљанин, бивши командир полиције који је имао оперативну контролу над полицијским снагама надлежним за логоре, и Мићо Станишић, бивши министар унутрашњих послова Републике Српске, добили су по 22 године затвора. Пресуда је гласила:
Претресно веће се уверило ван разумне сумње да су и Станишић и Жупљанин учествовали у удруженом злочиначком подухвату са циљем да се трајно уклоне несрби са територије планиране српске државе
Међународни резидуални механизам за кривичне судове је 2023. године осудио официре Државне безбедности Србије Јовицу Станишића и Франка Симатовића за помагање и подржавање кривичног дела убиства, као кршење закона и обичаја ратовања и злочин против човјечности, и злочине депортације, присилног премјештања и прогона, као злочине против човјечности у Добоју, уврстио у удружени злочиначки подухват и осудио сваког на по 15 година затвора. Трибунал је закључио:
[Станишић и Симатовић] су делили намеру да се унапреди заједнички злочиначки план да се насилно и трајно уклони већина несрба са великих подручја Хрватске и Босне и Херцеговине.
Такође је закључено:
Претресно вијеће је констатовало доказе да су током операције у Добоју снаге под командом Радојице Божовића дјеловале у координацији са ЈНА, која је у то вријеме била под надлежношћу Слободана Милошевића. Докази које је размотрило Претресно вијеће такође показују да је Милован Станковић дјеловао под командом ЈНА, док је био на дужности команданта Територијалне одбране Добоја и команданта ЈНА/Војске Републике Српске (даље у тексту: ВРС).
Жалбено вијеће стога сматра да се злочини присилног премештања и прогона које је починила ЈНА, снаге под командом Радојице Божовића, као и снаге под командом Милована Станковића током преузимања Добоја могу приписати Слободану Милошевићу, удруженом члан злочиначког подухвата.

### Остало
Дана 26. септембра 1997. године, Виши регионални суд у Диселдорфу прогласио је Николу Јоргића кривим по 11 тачака оптужнице за геноцид који је укључивао убиство 30 особа на подручју Добоја, чиме је то било прво кривично гоњење за геноцид у Босни. Међутим, Хашки трибунал је искључио да се геноцид није догодио. Јоргићеву жалбу одбио је немачки Савезни врховни суд 30. априла 1999. године. Виши регионални суд је утврдио да је Јоргић, босански Србин, био вођа паравојне групе на подручју Добоја која је учествовала у терористичким актима против локалног бошњачког становништва извршеним уз подршку српских лидера и намјеравала да допринесе њиховом политика „етничког чишћења”.

### Публикације
- ICTY (2013). „Prosecutor v. Mićo Stanišić & Stojan Župljanin: PUBLIC JUDGEMENT” (PDF). The Hague: International Criminal Tribunal for the former Yugoslavia. Приступљено 19. 6. 2019.
- Lawson, Edward H. (1996). Encyclopedia of Human Rights. Taylor & Francis. ISBN 978-1-56032-362-4.

44° 44′ N 18° 08′ E / 44.733° С; 18.133° И